# Rollag
Rollag er en kommune i Buskerud fylke i Norge. 
Den grænser i nord til Nore og Uvdal, i øst til Sigdal, i syd til Flesberg og i vest til Tinn.
Den var en del af  Viken fylke som blev etableret 1. januar 2020, men opløst fra 1. januar 2024.

## Areal og befolkning
De fleste af kommunens indbyggere bor i kommunecenteret Rollag og den noget større Veggli.
Kommunens højeste punkt er Storegrønut (1.289 moh.), som ligger på Vegglifjell.

## Seværdigheder
- Rollag stavkirke er en stavkirke (midtmastkirke) som ligger i Rollag. Kirken er formentlig bygget i sidste halvdel af 1200-tallet, men der er ikke er meget tilbage af den oprindelige kirke. Ældste skriftlige referencer til kirken er fra 1425.
- Rollag Bygdetun – Museum